# Pitkas Point
Pitkas Point ist ein Ort und ein census-designated place (CDP) in der Kusilvak Census Area in Alaska in den Vereinigten Staaten. Das U.S. Census Bureau hatte bei der Volkszählung 2020 eine Einwohnerzahl von 120 ermittelt. Pitkas Point ist ein Eskimo-Dorf.

## Geographie
Pitkas Point befindet sich im Westen von Alaska am rechten Flussufer des unteren Yukon River, 2,5 km unterhalb der Einmündung des Andreafsky River. Auf der gegenüberliegenden Uferseite des Yukon River erstreckt sich das Yukon-Kuskokwim-Delta. Pitkas Point hat eine Straßenverbindung zum knapp 6 km nordöstlich gelegenen St. Mary’s. 2,5 km nördlich von Pitkas Point befindet sich ein Flugplatz. Eine Straße führt unweit vom rechten Flussufer des Yukon River nach Westen nach Mountain Village.

## Geschichte
Der U.S. Coast and Geodetic Survey (USC&GS) meldete das Eskimo-Dorf im 1898 als „Pitka“. Beim Zensus 1940 erschien "Pitka’s Point" als „unincorporated village“. Beim Zensus im Jahr 1950 wurde die Schreibweise „Pitkas Point“ verwendet. 1980 wurde Pitkas Point ein census-designated place. Bis 2012 unterhielt der Lower Yukon School District die Pitkas Point School. Aufgrund zu geringer Schülerzahlen wurde die Schule geschlossen und ein Bus fährt nun die Schüler zum nahen St. Mary’s.

## Demografie
Zum Zeitpunkt der Volkszählung im Jahre 2020 (U.S. Census 2020) hatte Pitkas Point 120 Einwohner auf einer Landfläche von 4,16 km². Von den Einwohnern waren 118 amerikanisch-indianischer Abstammung.
Beim Zensus im Jahr 2000 wurden 125 Einwohner gezählt, 2010 waren es 109.